# 曼克 (電影)
《曼克》（英語：Mank）是一部2020年美國黑白傳記劇情片，由大衛·芬奇執導，傑克·芬奇編劇，蓋瑞·歐德曼、亞曼達·塞佛瑞、莉莉·柯林斯、亞歷斯·霍華、湯姆·佩爾瑞和查爾斯·丹斯主演。
《曼克》定於2020年11月在美國有限上映，並定於2020年12月4日在串流媒體Netflix上線。

## 劇情
故事圍繞著赫爾門·J·曼克維奇撰寫電影《大國民》之劇本時的生活，以及奧森·威爾斯在製作過程中和電影發行前出現的問題。

## 演員
- 蓋瑞·歐德曼 飾 赫爾門·J·曼克維奇（英语：Herman J. Mankiewicz）
- 亞曼達·塞佛瑞 飾 瑪麗恩·戴維斯
- 莉莉·柯林斯 飾 麗塔·亞歷山大
- 亞歷斯·霍華（英语：Arliss Howard） 飾 路易·B·梅耶
- 湯姆·佩爾瑞 飾 約瑟夫·孟威茲
- 查爾斯·丹斯 飾 威廉·赫茲
- 山姆·特勞頓（英语：Sam Troughton） 飾 約翰·赫斯曼（英语：John Houseman）
- 費迪南德·金斯利 飾 歐文·托爾伯格
- 塔彭絲·米德爾頓（英语：Tuppence Middleton） 飾 莎拉·曼克維奇
- 湯姆·伯克 飾 奧森·威爾斯
- 約瑟夫·克羅斯 飾 查爾斯·萊德爾（英语：Charles Lederer）
- 傑米·麥沙尼（英语：Jamie McShane） 飾 謝爾比·麥特卡爾夫
- 托比·萊昂納德·摩爾 飾 大衛·賽茲尼克
- 莫妮卡·格羅斯曼 飾 弗雷琳·弗雷達
- 傑夫·哈姆斯（英语：Jeff Harms） 飾 本·赫克特
- 利文·藍賓（英语：Leven Rambin） 飾 伊芙

## 製作
2019年7月，宣佈大衛·芬奇將執導一部由蓋瑞·歐德曼主演的電影。該片劇本由芬奇的父親傑克·芬奇在2003年去世之前撰寫。2019年10月，宣佈亞曼達·塞佛瑞、莉莉·柯林斯、塔彭絲·米德爾頓、亞歷斯·霍華和查爾斯·丹斯加盟劇組。

### 拍攝
主體拍攝於2019年11月1日在洛杉磯進行，維克多維爾亦是拍攝地點之一，並於2020年2月4日殺青。

## 發行
《曼克》定於2020年11月13日在美國有限上映，並定於2020年12月4日在Netflix上線。
获得第93届奥斯卡金像奖最佳影片、最佳导演、最佳男主角、最佳女配角（Amanda Seyfried）、最佳配乐、最佳音效、最佳摄影、最佳美术指导、最佳服装设计和最佳化妆与发型设计十项提名，赢得最佳美术指导和最佳摄影奖。

## 外部連結
- 互联网电影数据库（IMDb）上《曼克》的资料（英文）
- 在Netflix上觀看《曼克》
- 豆瓣电影上《曼克》的資料 （简体中文）